# دانشگاه مسیحی کلرادو
دانشگاه مسیحی کلرادو (CCU) یک دانشگاه مسیحی خصوصی در لیک‌وود، کلرادو است. دانشگاه مسیحی کلرادو توسط کلیفتون فاولر در سال ۱۹۱۴ به عنوان مؤسسه کتاب مقدس دنور پایه‌گذاری شد.

## بازسازی پردیس

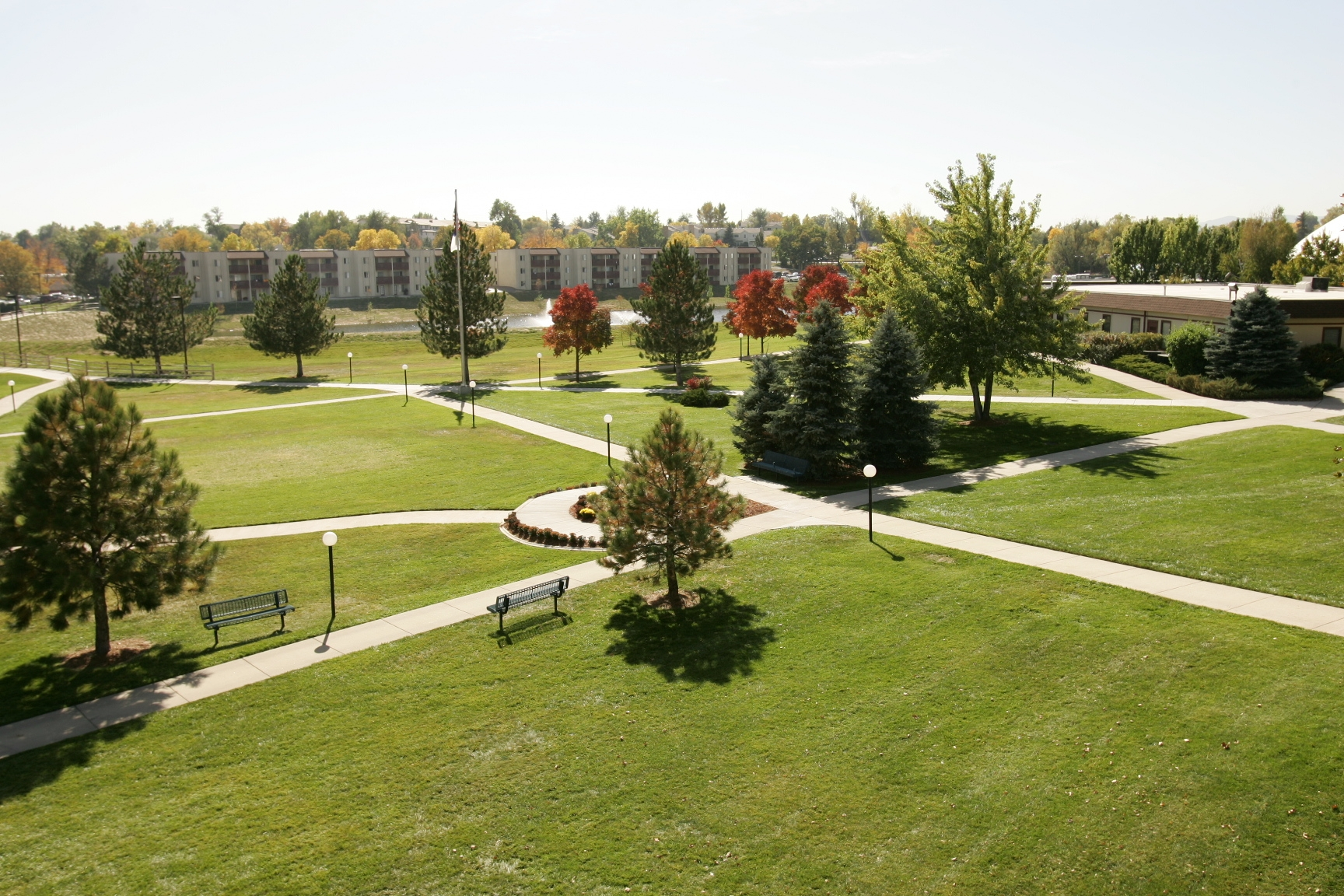
تصویر دانشگاه کلرادو

دانشگاه مسیحی کلرادو در حال حاضر در حال بازسازی پردیس خود در محل لیکوود، کلرادو است. این بازسازی با هزینه ای بالغ بر ۱۲۰ میلیون دلار برنامه‌ریزی شده‌است که ۷ تا ۹ سال طول بکشد. در سال ۲۰۱۲، ویلیام آرمسترانگ، رئیس سابق دانشگاه مسیحی کلرادو، پروژه نوسازی محوطه دانشگاه را اجرا کرد.